# جعفر صادقی
جعفر صادقی (زاده ۲۹ آبان ۱۳۶۵) مستندساز، نویسنده، کارگردان و تدوینگر اهل شهر گرگان است. او دارای مدرک فوق کارشناسی مهندسی عمران و فارغ‌التحصیل رشته فیلمسازی از انجمن سینمای جوانان ایران است. فیلم‌های مستند فرشاد آقای گل و سمفونی حمید مشهورترین مستندهای ساخته‌شده توسط جعفر صادقی هستند که در پرده‌های سینماهای گروه هنر و تجربه ایران اکران موفقی داشتند. مستند شگرد به کارگردانی و تهیه کنندگی جعفر صادقی سیمرغ بلورین بهترین مستند چهل و سومین جشنواره فجر را کسب کرد.

## فعالیت‌های هنری

### فرشاد آقای گل
جعفر صادقی در سال ۱۳۹۶ مستند فرشاد آقای گل که به زندگی شخصی و ورزشی فرشاد پیوس می‌پرداخت را با حضور چهره‌هایی چون: علی پروین، علی دایی، ناصر محمدخانی، امیر قلعه‌نویی، حمیدرضا صدر، امیر حاج‌رضایی و عادل فردوسی‌پور کارگردانی کرد. این مستند در سینماهای هنروتجربه ایران در سال ۱۳۹۷ اکران موفقی داشت. و اکران‌های ویژه ای با حضور ستارگانی چون مهراب قاسم‌خانی، سعید راد، حسین کلانی، امیر حاج‌رضایی، علی پروین، عادل فردوسی‌پور، مهرداد میناوند، شقایق دهقان، پوریا پورسرخ، حمید درخشان، محمدرضا زادمهر، مجتبی محرمی و بسیار دیگر از چهره‌های سرشناس در تهران و شهرستانها برگزار کرد. از مهم‌ترین موفقیت‌های مستند فرشاد آقای گل می‌توان به جایزه ویژه هیئت داوران از سومین دوره جشنواره فیلم مستند در سال ۱۳۹۸ و عنوان نامزد بهترین مستند سال ایران در نوزدهمین دوره از جشن حافظ در سال ۱۳۹۸ نام برد.

### سمفونی حمید
دومین مستند پرتره جعفر صادقی سمفونی حمید نام داشت که به زندگی شخصی و ورزشی حمید علیدوستی ستاره فوتبال ایران در دهه ۶۰ می‌پردازد. جعفر صادقی به عنوان کارگردان، نویسنده و تدوینگر این مستند را با حضور ستارگانی چون: ترانه علیدوستی، پیمان معادی، عادل فردوسی پور، پژمان جمشیدی، علی پروین و چندین چهره سرشناس دیگر در مدت ۳ سال تولید کرد و برای اولین بار در جشنواره سینما حقیقت سال ۱۴۰۰ بعنوان فیلم افتتاحیه جشنواره به نمایش درآمد که مورد استقبال خوبی از سوی منتقدین و بینندگان در طول جشنواره قرار گرفت، و سپس در سینماهای گروه هنر و تجربه ایران از اسفند ۱۴۰۰ تا خرداد ۱۴۰۱ با حضور چهره‌هایی چون: ترانه علیدوستی، مجتبی جباری، حسین فرکی، هادی نراقی، وحید هاشمیان، اکران شد. و توانست بازخوردهای خوبی را از منتقدین دریافت کند. پس از آن سمفونی حمید در جشنواره بین‌المللی فیلم‌های ورزشی که با حضور ۵۳۰ اثر از ۷۰ کشور در تهران برگزار شد، در ۳ بخش بهترین فیلم مستند، بهترین پژوهش و بهترین کارگردانی نامزد کسب عنوان برترین فیلم شد، و جایزه بهترین کارگردانی فیلم مستند بلند به جعفر صادقی کارگردان مستند سمفونی حمید رسید. جعفر صادقی در جشنواره بین‌المللی میلان ایتالیا که با حضور فیلمهایی به نمایندگی از ۱۲۰ کشور برگزار شد جایزه بهترین فیلم مستند را برای کارگردانی مستند سمفونی حمید دریافت کرد.

### شگرد

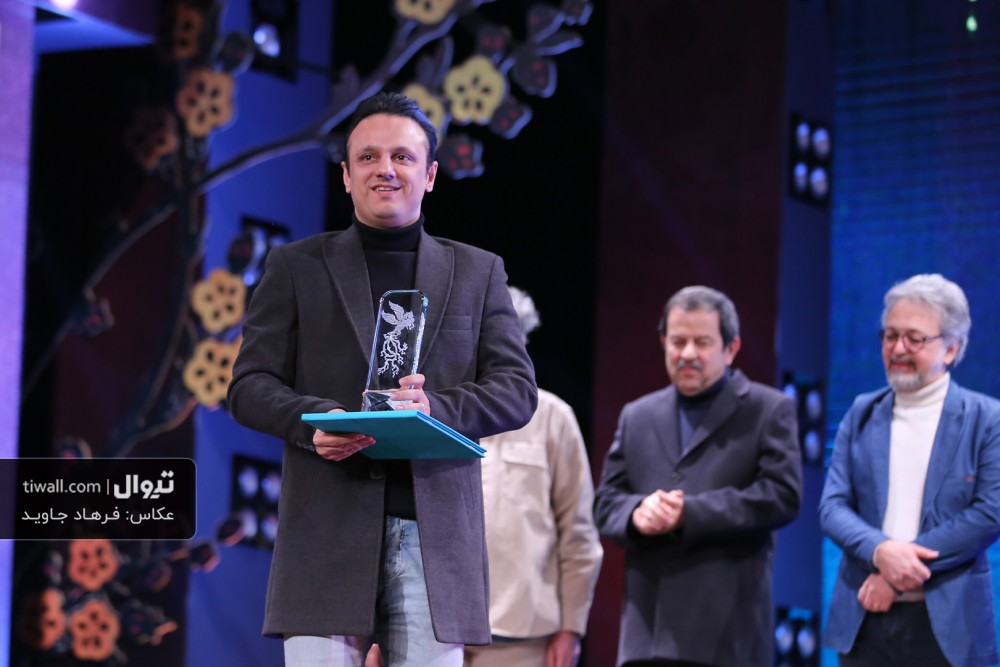
جعفر صادقی برنده سیمرغ بلورین بهترین مستند چهل و سومین جشنواره فیلم فجر ۱۴۰۳ برای مستند شگرد

سومین اثر بلند جعفر صادقی شگرد نام داشت که به قصه نوجوانان کشتی‌گیر محله ای فقیرنشین در شهر گنبد کاووس می‌پردازد. جعفر صادقی به عنوان کارگردان در این اثر سراغ یک فرم متفاوت رفته است و این بار به موضوعی پرداخته است که بر خلاف پروژه‌های گذشته اش چهره سرشناسی در آن حضور ندارد و از یک دل یک باشگاه کشتی قصه ای دراماتیک خلق کرده است. این مستند برای اولین بار در جشنواره سینماحقیقت سال ۱۴۰۳ به نمایش درآمد، و از همان ابتدا مورد تحسین منتقدین و مخاطبین قرار گرفت و ضمن قرار گرفتن در لیست نامزدهای بهترین مستند جشنواره سینماحقیقت از نظر مردم، نامزد کسب عنوان بهترین صدابرداری جشنواره نیز بود و در انتها جعفر صادقی جایزه ویژه شبکه مستند را در اختتامیه جشنواره سینماحقیقت از آن خود کرد. فیلم مستند شگرد در بین ۱۱ مستند منتخب چهل و سومین دوره جشنواره فیلم فجر در بهمن ۱۴۰۳ قرار گرفت و در انتها جعفر صادقی موفق شد سیمرغ بلورین بهترین مستند چهل و سومین دوره جشنواره فجر را مال خود کند.

## جدول آثار هنری
| نام اثر                                   | سال نمایش | نقش در پروژه                            | نتیجه | مهم‌ترین جوایز و توضیحات                                               |
| فرشاد آقای گل (مستند)                     | ۱۳۹۷      | کارگردان، نویسنده، تدوینگر              | برنده | جایزه ویژه هیئت داوران جشنواره مستند ۱۳۹۸                             |
| فرشاد آقای گل (مستند)                     | ۱۳۹۷      | کارگردان، نویسنده، تدوینگر              | نامزد | بهترین فیلم مستند سال ایران جشن حافظ ۱۳۹۸                             |
| فرشاد آقای گل (مستند)                     | ۱۳۹۷      | کارگردان، نویسنده، تدوینگر              | نامزد | جایزه بهترین مستند از نگاه هیئت داوران جشنواره مستند ۱۳۹۸             |
| فرشاد آقای گل (مستند)                     | ۱۳۹۷      | کارگردان، نویسنده، تدوینگر              | نامزد | جایزه بهترین مستند از نگاه مردم جشنواره مستند ۱۳۹۸                    |
| فرشاد آقای گل (مستند)                     | ۱۳۹۷      | کارگردان، نویسنده، تدوینگر              | منتخب | جشنواره بین‌المللی فیلم‌های ورزشی تهران ۱۳۹۷                            |
| ظهر جمعه (فیلم کوتاه)                     | ۱۳۹۸      | تدوینگر                                 | منتخب | جشنواره فیلم فیلم کوتاه امید                                          |
| عهد (فیلم کوتاه)                          | ۱۳۹۹      | کارگردان، تدوینگر                       | منتخب | جشنواره بین‌المللی فیلم کوتاه رضوی ۱۳۹۹                                |
| برنامه تلویزیونی چهل تیکه (شوی تلویزیونی) | ۱۴۰۰      | مشاور کارگردان و کارشناس ورزشی          | پخش   | پخش از شبکه نسیم                                                      |
| سمفونی حمید (مستند)                       | ۱۴۰۱      | کارگردان، نویسنده، تدوینگر              | برنده | بهترین فیلم مستند بلند جشنواره میلان ایتالیا 2022                     |
| سمفونی حمید (مستند)                       | ۱۴۰۱      | کارگردان، نویسنده، تدوینگر              | برنده | بهترین کارگردانی مستند جشنواره فیلمهای ورزشی تهران ۱۴۰۱               |
| سمفونی حمید (مستند)                       | ۱۴۰۱      | کارگردان، نویسنده، تدوینگر              | برنده | بهترین مستند جشن مهر سینمای گلستان ایران ۱۴۰۱                         |
| سمفونی حمید (مستند)                       | ۱۴۰۱      | کارگردان، نویسنده، تدوینگر              | نامزد | عنوان بهترین مستند سال ایران در جشن حافظ ۱۴۰۲                         |
| سمفونی حمید (مستند)                       | ۱۴۰۱      | کارگردان، نویسنده، تدوینگر              | نامزد | بهترین فیلم مستند بلند جشنواره فیلمهای ورزشی تهران ۱۴۰۱               |
| سمفونی حمید (مستند)                       | ۱۴۰۱      | کارگردان، نویسنده، تدوینگر              | نامزد | بهترین پژوهش مستند جشنواره فیلمهای ورزشی تهران ۱۴۰۱                   |
| سمفونی حمید (مستند)                       | ۱۴۰۱      | کارگردان، نویسنده، تدوینگر              | نامزد | جشنواره بین‌المللی فیلم‌های ورزشی اسلوونی 2024                          |
| سمفونی حمید (مستند)                       | ۱۴۰۱      | کارگردان، نویسنده، تدوینگر              | منتخب | جشنواره بین‌المللی فیلم نیس فرانسه 2024                                |
| سمفونی حمید (مستند)                       | ۱۴۰۱      | کارگردان، نویسنده، تدوینگر              | منتخب | جشنواره فیلم مستند سینما حقیقت ایران ۱۴۰۰                             |
| باشگاه اندیشه ( مستند )                   | ۱۴۰۲      | کارگردان، نویسنده، تدوینگر              | برنده | جایزه ویژه مستند اجتماعی " رویداد با هم وطن "                         |
| باشگاه اندیشه ( مستند )                   | ۱۴۰۲      | کارگردان، نویسنده، تدوینگر              | برنده | جایزه بخش مبارزه با اعتیاد جشنواره بین‌المللی فیلمهای ورزشی تهران ۱۴۰۳ |
| باشگاه اندیشه ( مستند )                   | ۱۴۰۲      | کارگردان، نویسنده، تدوینگر              | نامزد | بهترین مستند از نظر بینندگان جشنواره مستند شبکه مستند ایران ۱۴۰۲      |
| باشگاه اندیشه ( مستند )                   | ۱۴۰۲      | کارگردان، نویسنده، تدوینگر              | منتخب | جشنواره بین‌المللی فیلمهای ورزشی میلان ایتالیا 2024                    |
| شگرد (مستند)                              | ۱۴۰۳      | کارگردان، نویسنده، تدوینگر و تصویربردار | برنده | بهترین مستند چهل و سومین دوره جشنواره فیلم فجر                        |
| شگرد (مستند)                              | ۱۴۰۳      | کارگردان، نویسنده، تدوینگر و تصویربردار | برنده | جایزه ویژه شبکه مستند از جشنواره سینما حقیقت ۱۴۰۳                     |
| شگرد (مستند)                              | ۱۴۰۳      | کارگردان، نویسنده، تدوینگر و تصویربردار | نامزد | بهترین فیلم از نگاه تماشاگران جشنواره سینما حقیقت ۱۴۰۳                |
| شگرد (مستند)                              | ۱۴۰۳      | کارگردان، نویسنده، تدوینگر و تصویربردار | نامزد | بهترین صدابرداری جشنواره سینما حقیقت ۱۴۰۳                             |

## حواشی
جعفر صادقی در سال ۱۳۹۵ با شرکت در مسابقه تلویزیونی هوش برتر که از شبکه نسیم تلویزیون ایران پخش می‌شد از بین حدود ۴۷۰۰ شرکت کننده نخبه از سراسر کشور به مقام دوم این مسابقات رسید.